# Soltész Endre
Soltész Endre, született Steinfest (Nyíregyháza, 1896. július 16. – Landsberg am Lech, 1945. február 18.) magyar producer és gyártásvezető. Fia Soltész Rezső filmforgalmazási szakember, unokája Soltész Rezső énekes, zeneszerző, dalszövegíró.

## Élete
Soltész (Steinfest) Soma biztosítási hivatalnok és Róth Janka (1856–1927) gyermekeként született izraelita családban. Gimnáziumot és kereskedelmi akadémiát végzett, majd rádió és villamossági vállalatot alapított. 1933-tól a Márkus Parkmozit, majd 1936-tól a Hermes Filmkereskedelmi Kft.-t és a Mozgóképipari Kft.-t vezette. Az utóbbi cégnek társtulajdonosa is volt és testvére, dr. Soltész Zoltán ügyvezető-társa.
Felesége Kirschner Kamilla volt.

## Filmjei

### Producer
- Havi 200 fix (1936)
- A titokzatos idegen (1936)
- Méltóságos kisasszony (1937)
- Sportszerelem (1936-37)
- 120-as tempó (1937)

### Gyártásvezető
- Havi 200 fix (1936)
- A titokzatos idegen (1936)
- A falu rossza (1937)
- Az örök titok (1938)